# Ідзінський Юрій Юрійович
Ідзінський Юрій Юрійович «Геркулес» (нар. 18 червня 1999, Винники, Львівська область, Україна) — Переможець Кубка Світу серед спортсменів до 20 років у важкій вазі в Алмати, Казахстан. Переможець Кубка України 2019 року. Здобув золоту нагороду в Румунії. Володар звання чемпіона України серед дорослих у ваговій категорії 125 кг у 2023 році в місті Львів. Володар звання Чемпіон України серед дорослих у ваговій категорії 125 кг у 2024 в місті Івано-Франківськ. Віце-чемпіон чемпіонату Європи серед молоді 2018—2020. Віце-чемпіон чемпіонату Європи серед u23 2019. Призер Рейтингового турніру у Будапешті 2023 «Polyak Imre & Varga Janos Memorial». Чемпіон України з вільної боротьби 2024. Почесно носить титул «Гордість міста Винники». Цей визнаний спортсмен є багаторазовим чемпіоном різноманітних змагань у своїй країні, має звання «Майстер спорту України» і визнаний майстром спорту міжнародного класу.

## Життєпис
Народився в місті Винники, Львівська область, Україна. Батьки родом з Винників. Батько служить в рядках ЗСУ, вже понад двох років воює за Україну в війні проти Росії. Виконує роль сапера. Юрій закінчив училище фізичної культури, університет Івана Боберського 2023. Наразі Юрій перебуває у збірній і представляє Україну на чемпіонатах з боротьби вільного стилю.

## Джерела

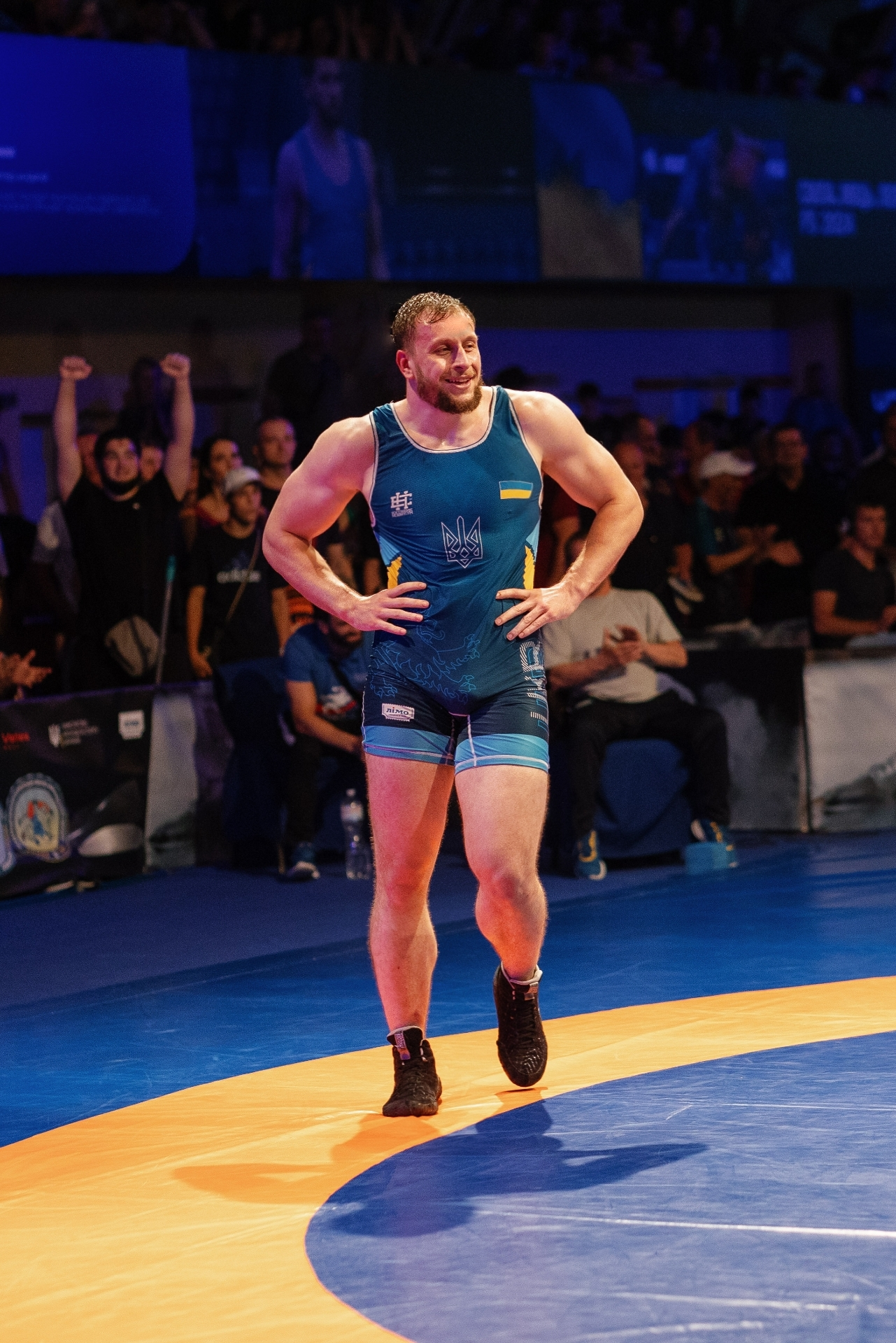
Чемпіонат України з вільної боротьби FS 2024. Івано-Франківськ

## Фотоальбом

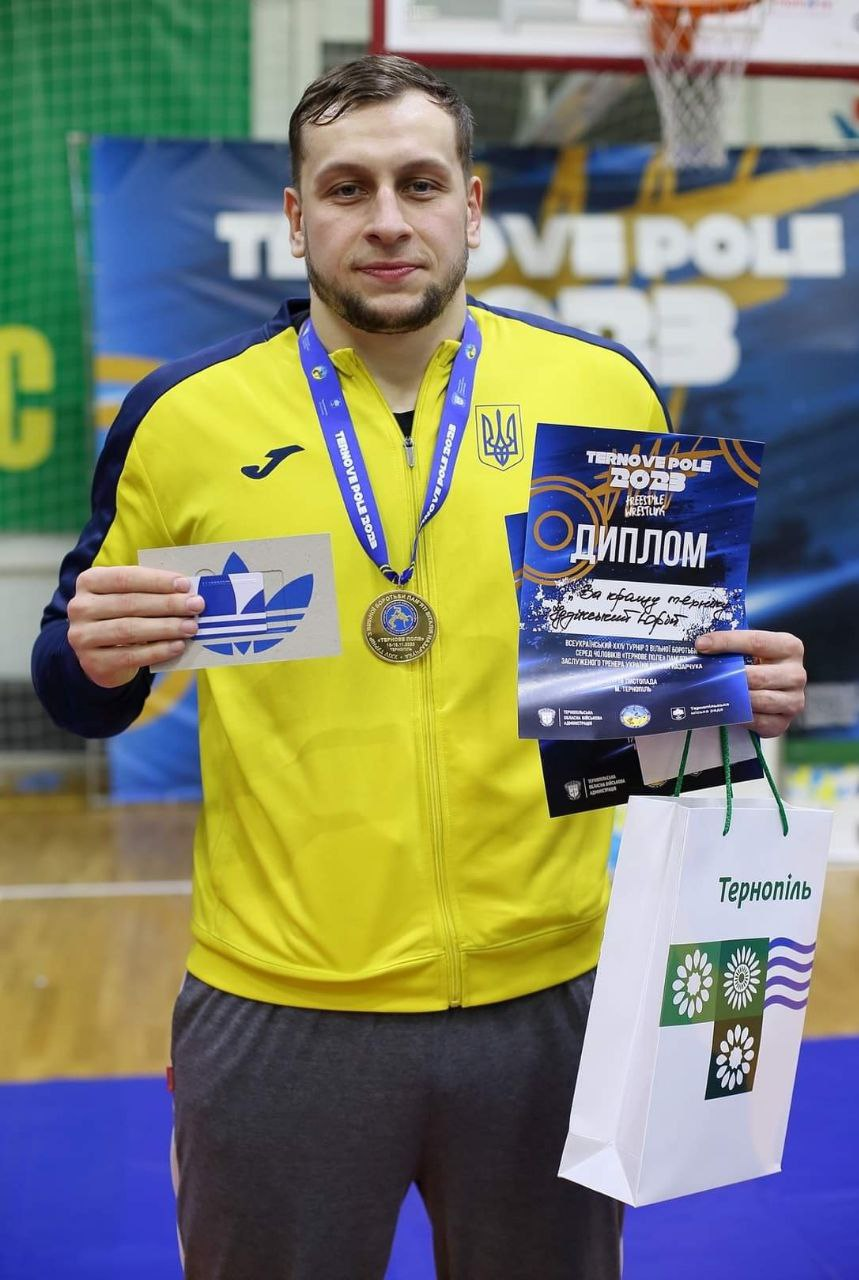
Турнір пам'яті Назарчука 2023 рік.

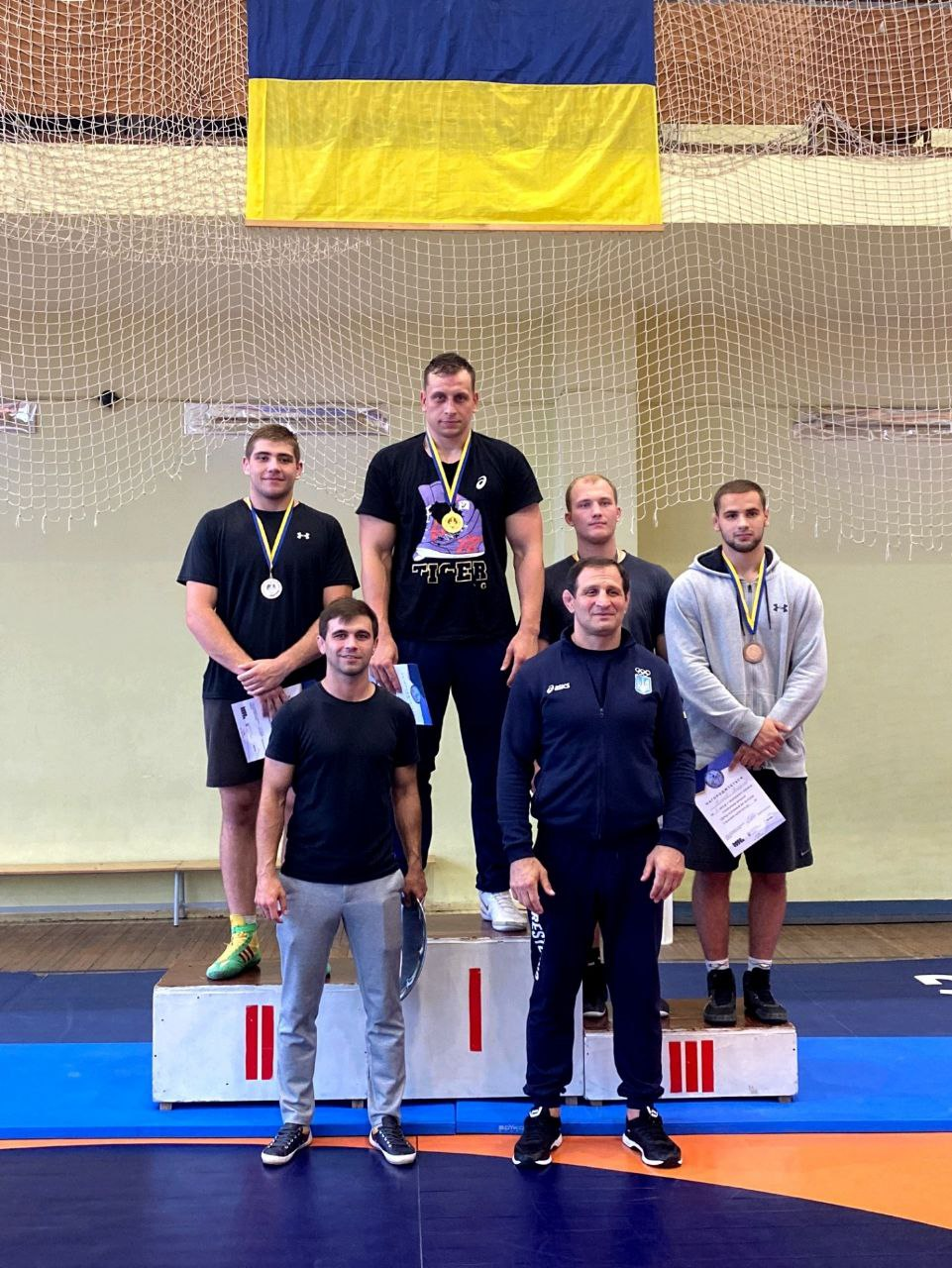
Чемпіонат України 2022 рік.

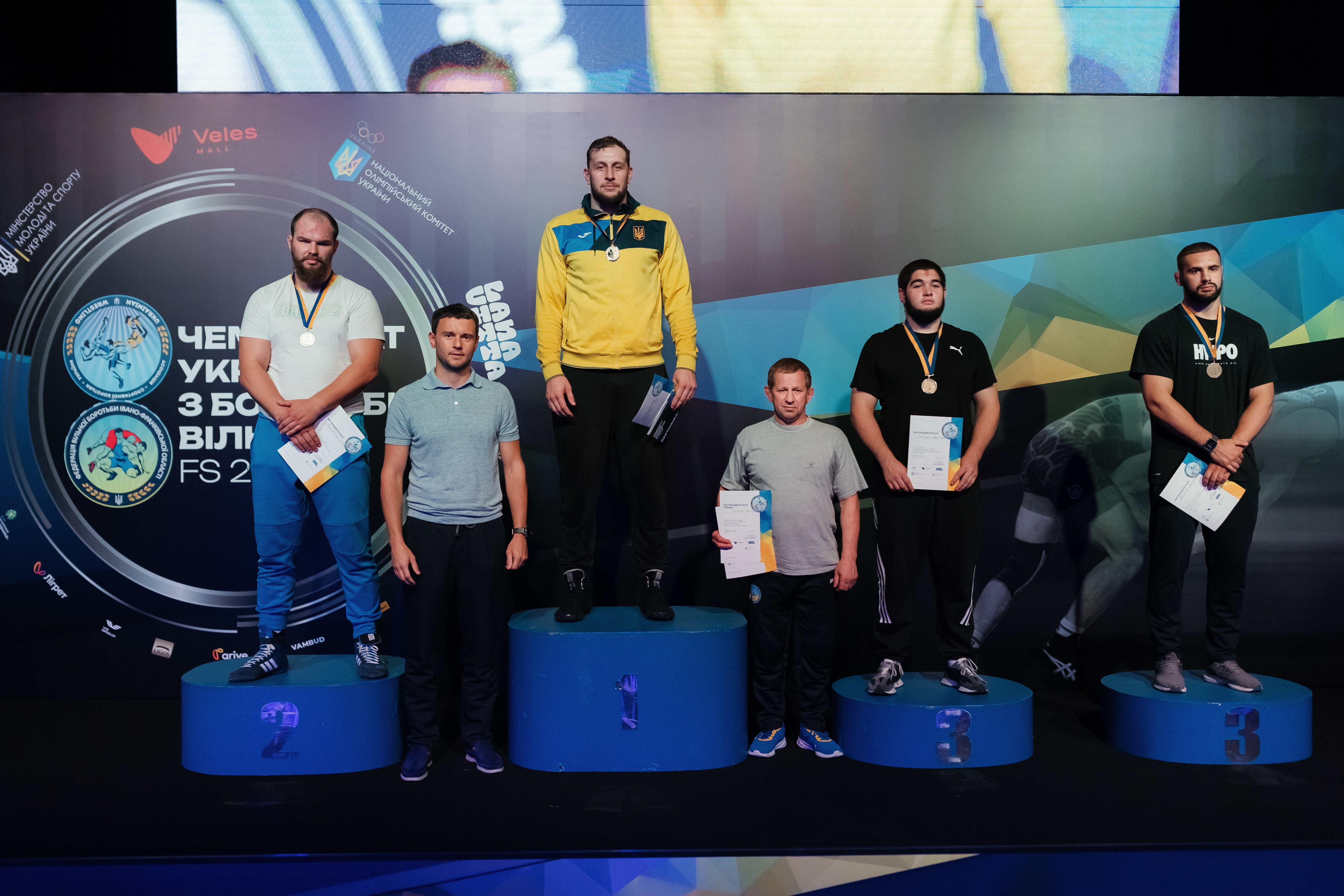
Чемпіот раїни з вільної боротьбипройшов в Івано-Франківську 15-16 червня. 2024 [https://vynnyky-visnyk.com.ua/2024/06/19/vynnykivchanyn-iurii-idzinskyi-stav-chempionom-ukrainy-z-vilnoi-borotby/ 2024 року

Чемпіон України 2024, Івано-Франківсь  